# Dendropoma corrodens
Dendropoma corrodens är en snäckart som först beskrevs av d'Orbigny 1842.  Dendropoma corrodens ingår i släktet Dendropoma och familjen Vermetidae. Inga underarter finns listade i Catalogue of Life.